# Tallián Péter
Tallián Péter (Pinnye vagy Sopron 1689. szeptember 6. – Nagyszombat, 1719. szeptember 3.) jezsuita áldozópap és tanár, hithirdető.

## Életpályája
1705. október 28-án lépett a rendbe Bécsben. Miután próbaideje letelt, 1708-ban elvégezte Leobenben a tanárképzőt. 1709–11-ben Bécsben tanult bölcseletet. Ezt követően középiskolai tanár volt egy évig Pozsonyban, két évig Nagyszombatban, ezután megint Pozsonyban, majd egy évig Trencsénben. A grammatikai és humaniórák osztályában tanított. 1717-ben teológiai tanulmányokba kezdett Nagyszombatban, azonban a harmadik évben elhunyt.

## Munkája
- Rea Innocentia in foro academico absoluta, sive Maria Virgo Dei Mater ab originali labe oratoria dictione defensa. Tyrnaviae, 1717